# Бантышев, Александр Олимпиевич
Александр Олимпиевич Ба́нтышев (1804, Углич, Ярославская губерния — 23 ноября 1860, Москва) — русский оперный певец (тенор). Современники называли его «московский соловей».

## Биография
Александр Бантышев родился в 1804 году в городе Углич Ярославской губернии в семье коллежского регистратора. С 1823 служил в Московском Опекунском совете писцом. Одновременно был простым хористом в частном хоре В. В. Варгина при церкви Николы Явленного на Арбате; обратил на себя внимание А. Н. Верстовского и, при его содействии, был принят на сцену московского Большого театра, где выступал с большим успехом в течение 25 лет (1827—1853), создав целый ряд (свыше 60) разнохарактерных образов в операх.
А. А. Алябьев посвятил певцу песню «Кудри», первым исполнителем которой он и стал. В мае 1828 выступил в партии Гикши (опера «Пан Твардовский» Верстовского). Был первым исполнителем партии Торопки из «Аскольдовой могилы», которую изначально разучивал под руководством Верстовского, и эта роль признавалась лучшей его ролью.
Не получив специального музыкального образования, разучивал партии по слуху. Эпизодически брал уроки пения у П. Булахова и А. Варламова (с 1832).
В 1857 году состоялось последнее выступление певца в Москве в любимой партии Торопки.
В 1853—1857 г.г. вёл режиссёрскую деятельность в Ярославле, Рыбинске, Нижнем Новгороде, Казани, Твери.
В 1858—1860 г.г. Бантышев был оперным антрепренёром в Саратове.
Давал бесплатные уроки пения. Среди его учеников — Д. Агренев-Славянский.
А. О. Бантышев был женат, но детей не оставил.
Александр Олимпиевич Бантышев скончался в 1860 году в городе Москве, не выдержав ампутации.

### Характер и отношения с другими артистами
Бантышев был человек характера кроткого, уживчивого в высшей степени; вмешиваться в театральные интриги и сплетни не любил; дороги никому не только не старался переступать, но напротив давал дорогу тем, в которых замечал теплившуюся искру Божию. Это могут подтвердить и госпожа Косицкая и тенор Лавров. Без содействия Бантышева, им никогда бы не удалось попасть на Московскую сцену.

Действительно, Бантышев первым заметил Любовь Косицкую (они вместе пели в «Аскольдовой могиле») и рекомендовал её Верстовскому.
Аналогичная история произошла с будущим артистом Мариинского и Большого театров, басом Платоном Радонежским. Будучи на гастролях в Ярославле (с Дюбюком в качестве пианиста) в 1849, его голос услышал А. О. Бантышев и взял с собой в Москву, где Радонежский поступил вольноприходящим в Московское театральное училище и обучался пению у К. Тамброни.

## Творчество
Обладал от природы голосом нежного «серебристо-бархатного» тембра и широкого диапазона (две с половиной октавы до верхнего ми), а также бойким темпераментом. Современники называли певца «русским Рубини» и «московским соловьём».
Первый исполнитель партии Торопки в опере «Аскольдова могила» А. Верстовского, написанной специально для певца.
Гастролировал по городам России, имел фантастический успех — «одно появление его на сцене приводило в восторг театральную залу».
В игре Бантышева, как и в голосе его, главное достоинство простота и непринуждённость.В. Одоевский
.
Лучший певец для русской оперы, для русской песни… Единственный актёр, который так умел по-русски носить русский кафтан и пропеть русскую песню. Главным торжеством Бантышева была русская песня; он пел её, как, может быть, не удастся её спеть никому другому.«Ведомости Моск. городской полиции», 1853. № 238
Исполнял «Реквием» В. А. Моцарта.
Выступал также в водевилях и драматических спектаклях, где был партнёром П. Мочалова, М. Щепкина, В. Живокини, П. Степанова. Также среди партнёров по сцене: П. Злов, М. Владиславлев, Д. Куров, Н. Лавров, Д. Леонова, О. Петров, Н. Репина, Е. Семёнова.

### Романсы и песни
С большим мастерством пел русские народные песни. Сочинил несколько романсов и песен («Что ты, травушка, пожелтела», «Ты не плачь, красавица», «Замолчишь ли ты, сердце бедное», «Ах, шли наши ребята из Ново-Города» и др.).
Неоднократно выступал в концертах, произведения И. Геништы, А. Варламова. Варламов посвятил певцу романс «Челнок», по заказу Бантышева специально написал романс «На заре ты её не буди». С последним связана известная история:

Варламовские романсы пользовались большой любовью московской публики и моментально разлетались по всему городу. Близкий приятель Варламова солист Большого театра Бантышев долгое время упрашивал композитора написать для него романс.
— Какой тебе?
— Какой сам пожелаешь, Александр Егорович…
— Хорошо. Приходи через неделю. Писал Варламов очень легко, но, будучи человеком чрезвычайно несобранным, очень подолгу собирался приняться за работу.
Через неделю Бантышев приходит — романса нет.
— Некогда было, — разводит руками Варламов. — Завтра приходи.
Назавтра — то же самое. Но певец был человеком упорным и стал приходить к Варламову каждое утро, когда композитор еще спал.
— Экий ты, право, — вознегодовал однажды Варламов. — Человек спит, а ты являешься, можно сказать, на заре! Напишу я тебе романс. Сказал же, напишу, и напишу!
— Завтра? — язвительно спрашивает Бантышев.
— Завтра, завтра!
Утром певец, как всегда, является. Варламов спит.
-Это вам, господин Бантышев, — говорит слуга и передает раннему гостю новый романс, которому было суждено прославиться на всю Россию.
Назывался романс «На заре ты её не буди»!

### Государственный гимн
Был одним из первых исполнителей гимна «Боже, царя храни!» князя Львова. Вот что вспоминают современники:
В своей книге Н. Бернштейн приводит оценку гимна Львова «Боже, царя храни» директора Московских императорских театров М. П. Загоскина, который присутствовал на первом прослушивании этого гимна:

«Сначала слова были пропеты одним актером Бантышевым, потом повторены всем хором. Не могу вам описать впечатление, которое произвела на зрителей эта национальная песня, и мужчины, и дамы слушали её стоя, сначала „ура“, а потом „форо“ загремели в театре, когда её пропели. Разумеется, она была повторена». <…> в Московской газете «Молва» был помещен восторженный отклик об очередном исполнении нового гимна: « Вчера, 11 декабря (1833) Большой Петровский театр был свидетелем великолепного и трогательного зрелища, торжества благоговейной любви народа русского к царю русскому… При первом ударе невольное влечение заставило всех зрителей подняться с мест. Глубочайшее безмолвие царствовало всюду, пока Бантышев своим звонким, чистым голосом пел начальное слово. Но когда вслед затем грянул гром полкового оркестра, когда в то же мгновение слилась с ним вся дивная масса поющих голосов, единогласное „Ура“, вырвавшееся в одно мгновение из всех уст, потрясло высокие своды огромного здания. Гром рукоплесканий заспорил с громом оркестра…все требовало повторения… Казалось, одна душа трепетала в волнующейся громаде зрителей, то был клич Москвы! Клич России…!!!».

## Исполненные партии
| - Торопка («Аскольдова могила»; партия написана А. Верстовским специально для певца, ставшего первым исполнителем) - Гикша («Пан Твардовский» Верстовского) - Антонио («Водовоз» Керубини) - Никанор («Тоска по родине» Верстовского) - Витязь Весны («Сон наяву, или Чурова долина» Верстовского) - Стемид («Вадим, или Пробуждение двенадцати спящих дев» Верстовского) - Чешко («Громобой», текст Ленского, музыка Верстовского) - Милон («Сюрпризы». Музыка Верстовского совместно с К. А. Кавосом, Корсаковым, Леброком, по Э. Скрибу, 1821) - 1-й леший («Иван-царевич». Музыка Ванжуры, текст Екатерины II и Храповицкого (1787)) - Жан Вижу («Любовное зелье») - Грек («Девкалионов потоп, или Меркурий-предъявитель» на текст А. А. Шаховского) - Сенвиль («Кеттли, или Возвращение в Швейцарию») - Генрих («Пять свадеб с небольшим») - Собинин («Жизнь за царя») - Изур («Три брата горбуны») - Франц («Швейцарская хижина» А. Адана) - Жорж («Эдинбургская темница») - Клавдио («Элиза и Клавдио») - Алин («Новый Парис») - Эльвино («Сомнамбула» Беллини) - Арнольд («Вильгельм Телль» Россини) - Джанетто («Сорока-воровка» Россини) - Осман («Алина, королева Голкондская» Ф. Буальдье) - Лоренцо («Фра-Дьяволо, или Гостиница в Террачине») - Тебальдо («Капулети и Монтекки» Беллини) - Неморино («Любовный напиток») - Поллион («Норма») - Дон Оттавио («Дон Жуан») - Флореский («Лодоиска, или Благодетельный татарин» Л. Керубини) - Мюльграв («Женни») | - Овбрей («Вампир, или Мертвец-кровопийца») - Нюклес («Осада Коринфа» Россини) - Ралей («Лейчестер и Елизавета, или Замок Кенильворт») - Массуд («Волшебная лампадка, или Кашемирские пирожки») - Антон («Орлиное гнездо в Богемских горах») - Аламира («Велизарий» Доницетти) - Рудольф («Сильвана») - Спицион («Сирена») - Генрих («Мария, или Безнадежная любовь») - Шаплу («Почтальон из Лонжюмо») - Козимо («Принц-маляр, или Козимо») - Жорж Клаверуз («Сара, шотландская сирота») - Гвальтьеро («Пират») - Эдмонд («Клятва, или Делатели фальшивой монеты») - Дон Карлос («Леокадия») - Фридгельм («Мельница в горах, или Союзные войска во Франции 1814 года») - Грегорио («Людовик, или Ненависть и Любовь») - Магомет («Падение Мекки») - Фриц («Невеста») - Леон де Мерсевиль («Каменщик») - Мержи («Тайный брак, или Поединок в Пре-о-Клерк» Луи Герольда) - Френтино («Чудные приключения и удивительное морское путешествие Пьетро Даидини») - Граф Жулиано («Черное домино, или Таинственная маска») - Фердинанд («Фаворитка» Доницетти) - Альфонсо ди Монца («Цампа, морской разбойник, или Мраморная невеста» Герольда) - Виктор («Две ночи») - Эдмонд («Эмма, или Безрассудное обещание») - Конрад («Царь земных духов») - Даниэль Робинсон («Престонский пивовар») - Макс («Вольный стрелок») - Эдгар («Лючия ди Ламмермур») - Вальбель («Два слова, или Ночь в лесу») |